# Dircenna suna
Dircenna suna är en fjärilsart som beskrevs av Richard Haensch 1903. Dircenna suna ingår i släktet Dircenna och familjen praktfjärilar. Inga underarter finns listade i Catalogue of Life.